# Petros (Gorgany)
Petros – (1702 m n.p.m.) szczyt w południowo-zachodniej części Gorganów, które są częścią Beskidów Wschodnich. Jest jednym ze szczytów zachodniego ramienia masywu górskiego, znajdującego się na wschód od Wierchu Czarnej Riki (1269 m n.p.m.). Szczyt ten znajduje się na wschód za Popadią (1741 m n.p.m.).